# Mouxy
Mouxy es una comuna francesa situada en el departamento de Saboya, de la región Auvernia-Ródano-Alpes.

## Demografía
| 688 | 746 | 822 | 910 | 1 308 | 1 523 | 1 888 | 2 248 |
| Para los censos de 1962 a 1999 la población legal corresponde a la población sin duplicidades (Fuente: INSEE [Consultar]) |     |     |     |       |       |       |       |